# اللهجة الأمازيغية الورقلية
الورقلية أو تقارقرنت (تسمى أيضا توارقيت، تقونقوسيت) وهي لهجة أمازيغية زناتية. يتحدث بها السكان المقيمون في مدينة ورقلة والنقوسة في الجزائر.